# Daltmar
Daltmar es un núcleo de población (una urbanización creada en los años 70) que pertenece al municipio de Olèrdola, comarca del Alto Panadés de la provincia de Barcelona, en Cataluña, España. Se encuentra a poca distancia de Villafranca del Panadés, y es el tercer núcleo del municipio por población, con 626 habitantes el 2018 según idescat
- Datos: Q4891616